# Bundesnachrichtendienst

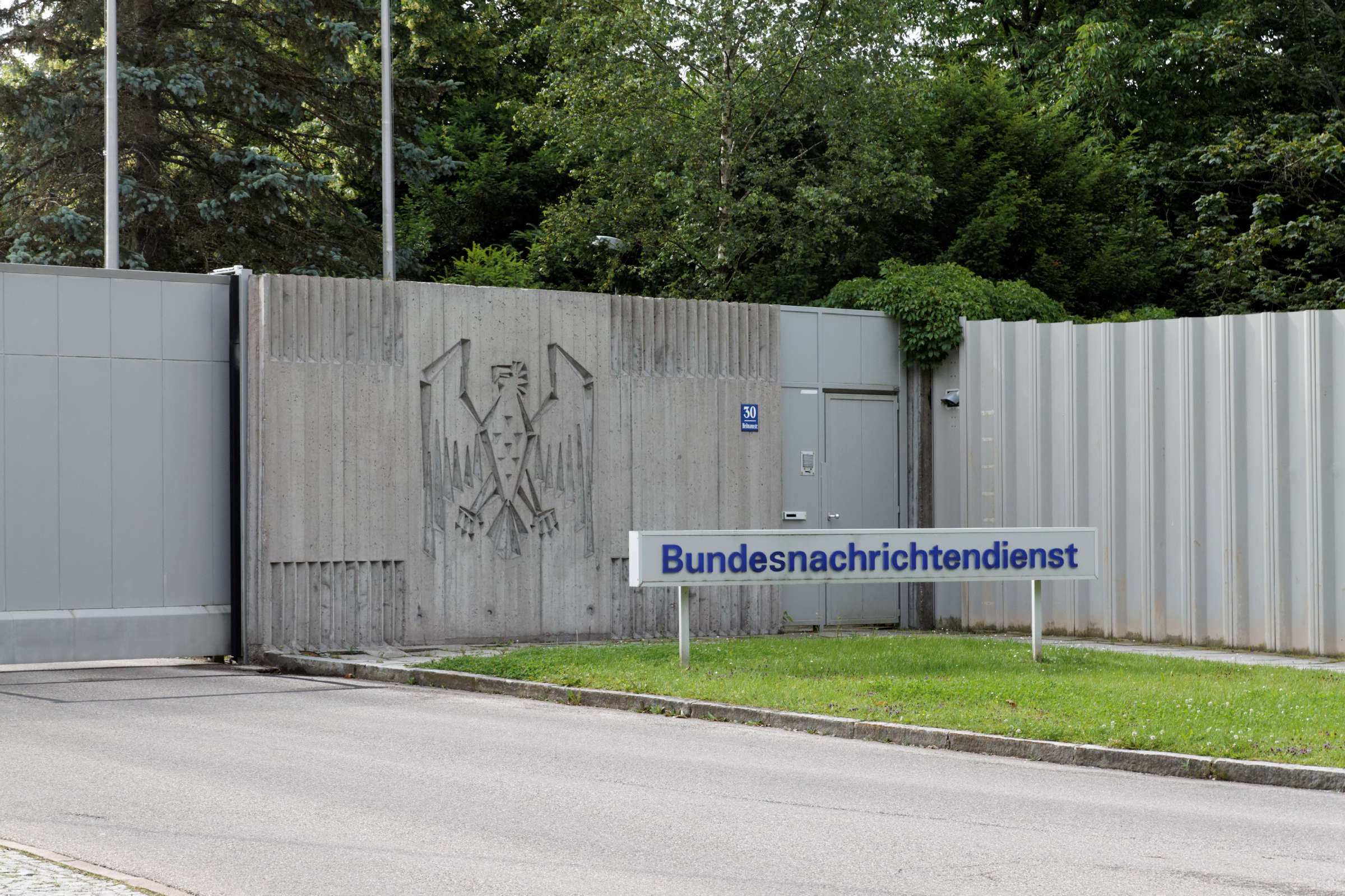
Siedziba główna w Pullach

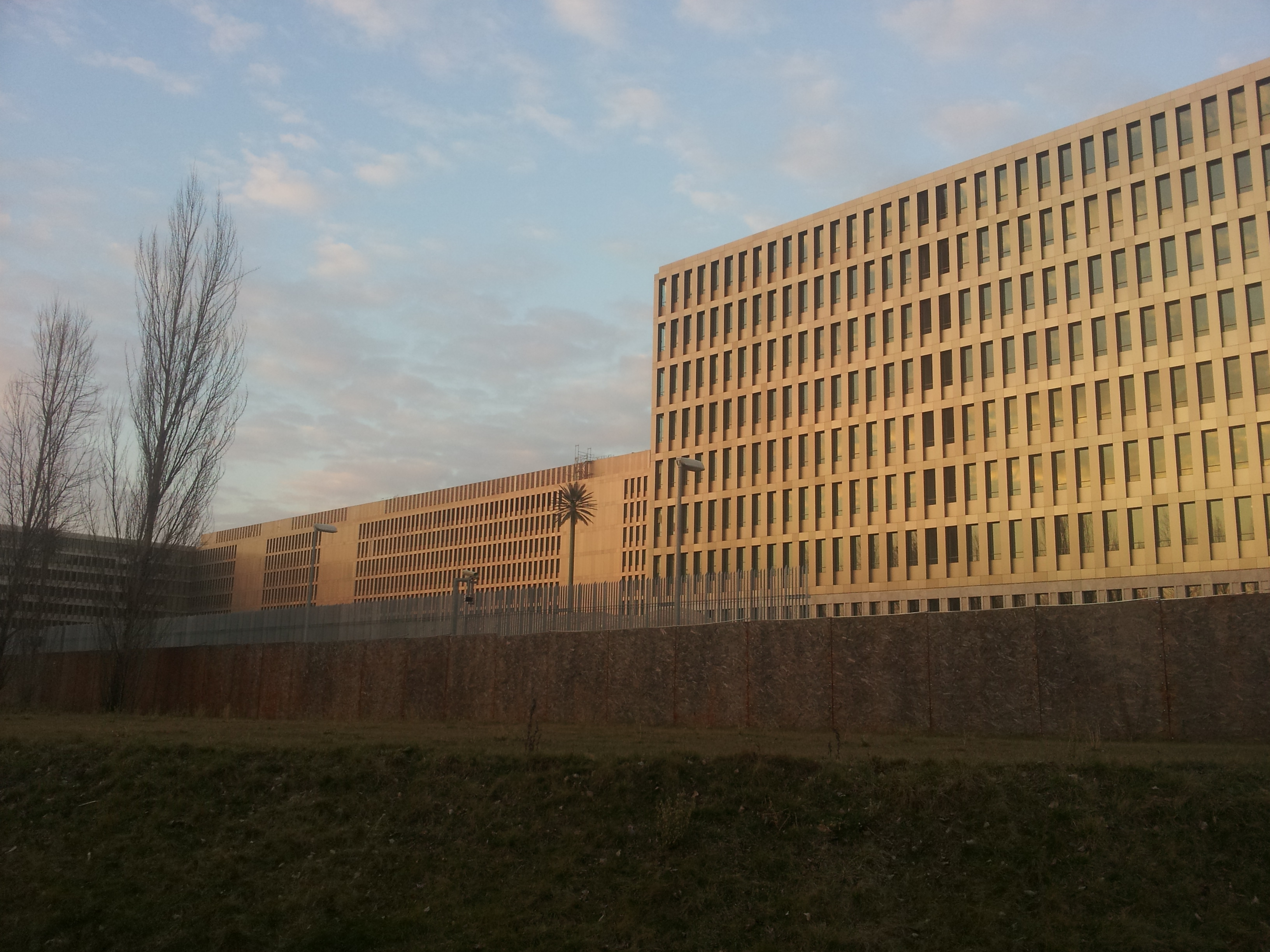
Nowa siedziba główna BND przy Gardeschützenweg 71-101 w Berlin-Mitte

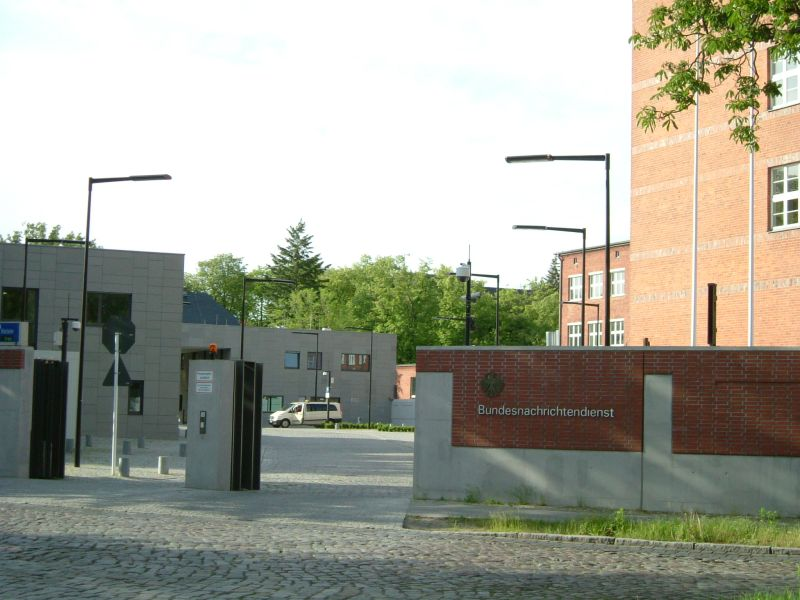
Budynki BND w Berlinie-Lichterfelde

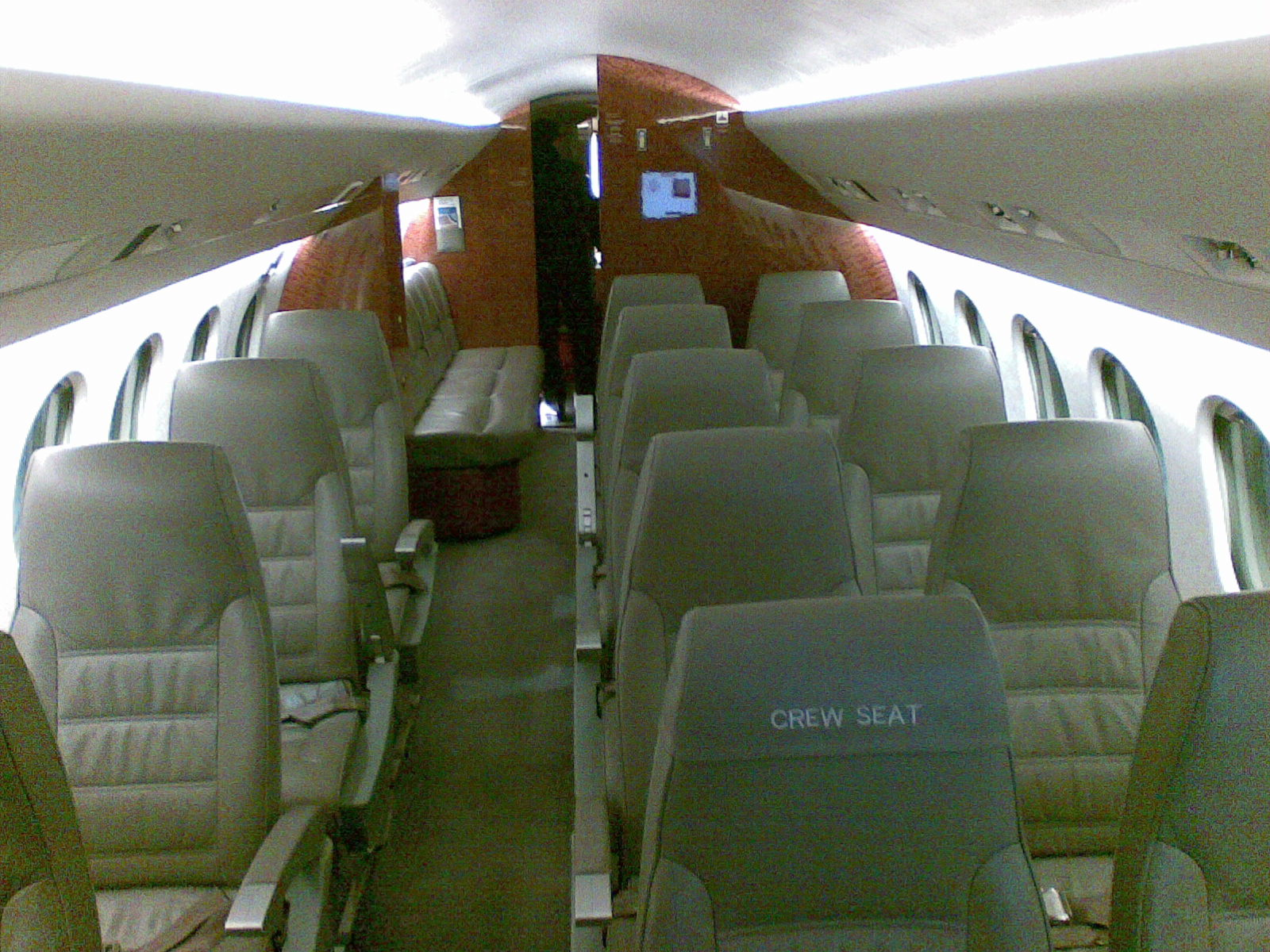
Wnętrze kabiny BND-Jeta

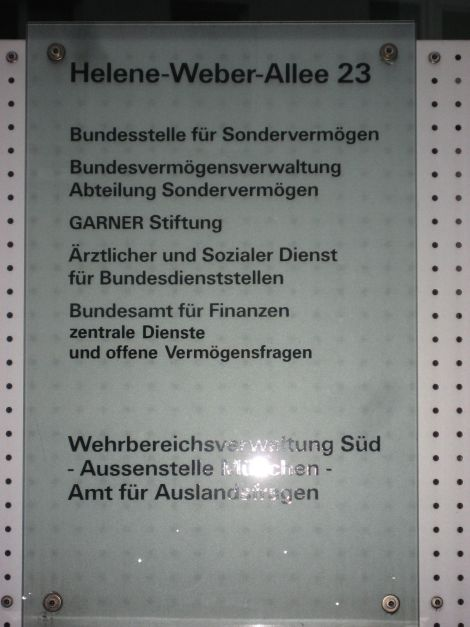
Zakamuflowana placówka BND przy Helene-Weber-Allee 23, Monachium

Bundesnachrichtendienst (w skrócie BND, z niem. Federalna Służba Wywiadowcza, Federalna Służba Wywiadu) – agencja wywiadowcza utworzona w Republice Federalnej Niemiec w 1956 roku, wywodząca się z tzw. Organizacji Gehlena, z siedzibą przy Gardeschützenweg 71-101 w Berlinie oraz przy Heilmannstr. 30 w Pullach niedaleko Monachium.

## Utworzenie Bundesnachrichtendienst
Po przyjęciu Republiki Federalnej Niemiec do NATO w 1955 roku, rząd tego kraju uznał, że należy rozbudować struktury wywiadu. Proces zmian (transformacji) rozpoczął się 1 kwietnia 1956 roku.
Organizacja Gehlena została przekształcona w „Bundesnachrichtendienst” pod skrótem BND. Kadry nowej służby wywiadowczej stanowili byli funkcjonariusze Organizacji Gehlena, którzy wywodzili się z byłej Służby Bezpieczeństwa SS (Sicherheitsdienst), Tajnej Policji Państwowej (Gestapo) oraz wywiadu wojskowego (Abwehry), tak jak w przypadku kontrwywiadu RFN „Federalnego Urzędu Ochrony Konstytucji (Bundesamt für Verfassungsschutz – BfV).

## Zadania BND
Zadaniem Federalnej Służby Wywiadowczej (BND) jest m.in. pozyskiwanie i analiza informacji wywiadowczych uzyskanych drogą wywiadowczo-operacyjną, rozpoznawanie i przeciwdziałanie zagrożeniom dla suwerenności oraz interesów Republiki Federalnej Niemiec.
Bundesnachrichtendienst działa w ponad 100 krajach, około 1500 funkcjonariuszy BND działa pod przykrywką attachatów wojskowych, handlowych lub jako zwykły personel niemieckich ambasad i konsulatów w różnych rejonach świata.
Kierownictwo BND poświęca znaczącą część swych zasobów na walkę z terroryzmem, lokując swych agentów w grupach terrorystycznych w Niemczech i za granicą, przestępczością zorganizowaną, współpracując przy tym z innymi organami, m.in. kontrwywiadem, Bundesamt für Verfassungsschutz i policją. Zajmuje się też penetracją „czarnego rynku” zagrażającemu suwerennym interesom Niemiec.

## Lokalizacje BND
Przez wiele lat kierownictwo organizacji mieściło się w Pullach w aglomeracji Monachium (kryptonim „Nikolaus”), jednak w 2017 r. uruchomiono nową centralę w Berlinie, do której przeniesiono pracowników z Pullach. Mieści się ona w dawnym Berlinie Wschodnim, w dzielnicy Berlin-Mitte, na terenie dawnego Stadionu Młodzieży Świata przy Chausseestrasse, a w oficjalnym otwarciu w 2019 r. uczestniczyła kanclerz Angela Merkel. W całych Niemczech istnieje ok. 100 filii (z tego 70 w Bawarii). BND zatrudnia ok. 6000 pracowników.
Lokalizacje i ich ujawnione kryptonimy:
- Berlin: „Avus”, „Bergfried”, „Palais”, „Palmenhaus”, „Fabrik”, „Fichtenwald”, „Tattersall”
- Bonn: „Chiemsee”, „Landgraf”, „Institut”
- Brocken (stacja przekaźnikowa): –
- Drezno: bez kryptonimu
- Düsseldorf: „Phoenix”, „Adlerhorst”
- Frankfurt nad Odrą (stacja przekaźnikowa):
- Geilenkirchen: „Marstall”
- Grünwald (magazyn): „Klause”
- Guselried: „Reitstall”
- Hamburg: „Hermelin”, „Refektorium”, „Fasanerie”, „Kiel”
- Hanower: „Leine”, „Alpenblick”, „Hannover”
- Hofheim am Taunus: „Relaisstation”
- Kassel: „Heckenrose-Kurfürst”
- Kolonia: „Römerschanze”
- Moguncja: „Falkenhof”, „Lafette”, „Warenlager”
- Monachium: „Charité-Raute”, „Sanatorium”, „Symphonie”, „Mikado II”, „Schönbrunn”, „Tannenhof”, „Olymp”, „Fohlenhof”, „Torpedo”
- Pullach (centrala): „Nikolaus”
- Schleißheim (magazyn): „Mühlberg”
- Söcking (Starnberg): „Kleefeld”
- Stuttgart: „Eibsee”
- Tutzing: „Refugium”

## Prezydenci BND
- Reinhard Gehlen – 1 kwietnia 1956 – 30 kwietnia 1968
- Gerhard Wessel – 1 maja 1968 – 31 grudnia 1978
- Klaus Kinkel – 1 stycznia 1979 – 26 grudnia 1983
- Eberhard Blum – 27 grudnia 1983 – 31 lipca 1985
- Heribert Hellenbroich – 1 sierpnia 1985 – 27 sierpnia 1985 – jednocześnie szef Bundesamt für Verfassungsschutz (BfV)
- Hans-Georg Wieck – 4 września 1985 – 2 października 1990
- Konrad Porzner – 3 października 1990 – 31 marca 1996
- Hansjörg Geiger – 4 czerwca 1996 – 17 grudnia 1998
- August Hanning – 17 grudnia 1998 – 30 listopada 2005
- Ernst Uhrlau – 1 grudnia 2005 – 31 grudnia 2011
- Gerhard Schindler – 1 stycznia 2012 – 1 lipca 2016
- Bruno Kahl – od 1 lipca 2016

## Struktura organizacyjna Bundesnachrichtendienst na 1992 rok
Struktura Federalnej Służby Wywiadowczej (BND) (według Schmidta-Eenbooma (1993) i badań autora – Guido Knopp – Elita szpiegów Wyd. Dom Wydawniczy Bellona, Warszawa 2004. Seria Kulisy Wywiadu i Kontrwywiadu):
- prezydent
  - zastępca
  - 90A. sztab kierowniczy
  - 90B. kierownictwo biura
  - 90C. placówki łączności w Bonn
  - 90D. służba medyczna i specjalna
  - 90E. placówka kwalifikacyjna
  - 90P. rada personalna
  - 91. akademia Bundesnachrichtendienst (BND)
  - 92. inspektorzy Bundesnachrichtendienst (BND)
- Wydział I – zwiad operacyjny
- 11. zadania centralne i międzyregionalny zwiad
  - 11A. planowanie wywiadowcze
  - 11B. gospodarczy, techniczny i naukowy zwiad międzyregionalny
  - 11C. zaopatrzenie służb wywiadowczych
  - 11D. wywiad na statkach handlowych, morskie siły bojowe
  - 11E. komunizm międzynarodowy
  - 11F. zadania specjalne
- 12. blok krajów socjalistycznych
  - 12X. zastępca kierownika pododdziału
  - 12A. dowództwo Układu Warszawskiego – Jugosławii i Albanii
  - 12B. polityka NRD, gospodarka, technika i nauka
  - 12C. siły zbrojne NRD – (południowe)
  - 12C. siły zbrojne NRD – (północne)
  - 12E. ZSRR, RWPG
  - 12F. Polska
  - 12G. Węgry, Czechosłowacja
  - 12H. Bułgaria, Rumunia, Jugosławia, Albania,
  - 12L. nadzór kontrwywiadu Związku Radzieckiego i państw zależnych
  - 12LX. specjalne zadania kontrwywiadowcze
  - 12L. koordynacja kontrwywiadu
- 13. inne regiony świata
  - 13A. Ameryka Północna, Wielka Brytania, Skandynawia
  - 13B. Francja, Benelux, Szwajcaria
  - 13E. Azja, Australia
  - 13F. Afryka
  - 13G. Ameryka Łacińska
- 14. nadzór korespondencji i łączności
  - 14A. granice
  - 14B. nadzór korespondencji i łączności radiowej
  - 14C. Zdobywanie Informacji
- 16. rejon Morza Śródziemnego
  - 16A. Bliski Wschód, Afryka Północna
  - 16B. południowa Europa
  - 16C. terroryzm międzynarodowy
- Wydział II – zwiad techniczny
  - 20A. techniczne wsparcie operacji
- 22. zwiad techniczny 1 (nadzór łączności)
  - 22A. wywiad militarny, polityczny, gospodarczy
  - 22B. przetwarzanie (analiza) danych
  - 22C. nadzór i ochrona przedsiębiorstw
- 23. zwiad techniczny 2, nadzór i łączność
  - 23A. wywiad militarny, polityczny, gospodarczy
  - 23B. przetwarzanie (analiza) danych
  - 23C. nadzór i ochrona przedsiębiorstw
- 24. zdobywanie informacji
  - 24A. opracowanie projektów
  - 24B. technika wywiadowcza
  - 24E. zaopatrzenie techniczne
  - 24F. przetwarzanie (analiza) danych
  - 24G. służba łącznościowa
- Wydział III – weryfikacja
- 31. główne zadania sztabu weryfikacyjnego
  - 31A. wsparcie techniczne
  - 31B. raporty
  - 31C. zlecenia
- 32. polityka
  - 32A. raporty
  - 32B. Związek Radziecki
  - 32C. Niemiecka Republika Demokratyczna
  - 32D. państwa socjalistyczne (oprócz – ZSRR i NRD)
  - 32F. Bliski Wschód, Środkowy Wschód, Afryka Północna
  - 32G. Azja Wschodnia, Azja Południowa, Australia, Oceania
  - 32H. Ameryka Łacińska
  - 32I. Afryka
- 33. wojsko
  - 33A. zagadnienia podstawowe
  - 33B. ogólna sytuacja militarna
  - 33D. kontrola polityki zbrojeniowej, strategia wojskowa, Układ Warszawski
  - 33E. rejon atlantycki
  - 33F. Bliski Wschód, Środkowy Wschód, Afryka, Indie,
  - 33G. siły Układu Warszawskiego, obrona cywilna, zaopatrzenie
  - 33H. siły lądowe Układu Warszawskiego, Mongolia, Jugosławia, Albania
- 34. gospodarka
  - 34A. gospodarka energetyczna
  - 34B. rolnictwo i przemysł
  - 34C. europejskie i azjatyckie państwa socjalistyczne
  - 34D. NRD
  - 34E. kraje przemysłowe
  - 34F. państwa rozwijające się
- 35. technika i nauka
  - 35A. potencjał naukowy, transfer technologii
  - 35B. technika jądrowa, podróże międzyplanetarne
  - 35C. medycyna, biologia, chemia, ochrona środowiska
  - 35D. elektronika
- Wydział IV – zarządzanie
- 41. organizacja
  - 41A. planowanie i koordynacja elektronicznego opracowania danych
  - 41B. sprawy kadrowe – (wnioski)
  - 41C. sprawy finansowe
  - 41D. obrona
- 42. sprawy kadrowe i socjalne 1
  - 42A. zatrudnianie personelu + dokształcanie
  - 42B. sprawy kadrowe i socjalne 1A
  - 42C. referat ds. urzędników
  - 42D. referat ds. wojska
  - 42E. dział finansów ds. operacyjnych
- 43. zarządzanie i zagadnienia prawne
  - 43A. pojazdy mechaniczne
  - 43B. rezerwy strategiczne
  - 43C. zagadnienia prawne
  - 43D. zarządzanie sprzętem
  - 43E. kwatery
  - 43F. budownictwo
- Wydział V – bezpieczeństwo i obrona
- 51. zagadnienia ogólne
  - 51A. obrona i nadzór systemu bezpieczeństwa, dokumentacja
  - 51B. dokumentacja spraw kadrowych
- 52. pełnomocnicy ds. bezpieczeństwa i ochrony
  - 52A. bezpieczeństwo personelu
  - 52B. zagadnienia operacyjne
  - 52C. kontrola bezpieczeństwa
- 53. weryfikacja pracowników, bezpieczeństwo techniczne
  - 53A. szczególne środki bezpieczeństwa
  - 53B. bezpieczeństwo techniczne
  - 53C. bezpieczeństwo innych wydziałów
- Wydział VI – zadania centralne
  - 60A. zadania specjalne
  - 60B. AKN
- 61. przetwarzanie danych i dokumentacja
  - 61A. przetwarzanie danych.
  - 61B. elektroniczne przetwarzanie danych – dokumentacja
  - 61C. elektroniczne przetwarzanie danych – organizacja
  - 61D. programowanie
  - 61E. biblioteka centralna
- 62. placówka kryptologiczna Bonn – Bad Godesberg
  - 62A. ogólne zagadnienia kryptologiczne
  - 62B. matematyka
  - 62C. kryptotechnika
  - 62D. dekryptaż A
  - 62E. dekryptaż B
- 63. technika wywiadowcza
  - 63A. technika wywiadowcza, kierowanie grupami operacyjnymi
  - 63B. tajne akcje
  - 63C. zagadnienia techniczne